# حواري برلين
حواري برلين (بالإنجليزية: Dogs of Berlin) هو مسلسل تلفزيوني على الإنترنت والمسلسل الألماني الثاني الذي تم إنتاجه من قبل نتفليكس بعد مسلسل ظلام. تم عرض الصور الأولى للإنتاج المستمر في أبريل 2018, بعد بدء الإنتاج في نوفمبر 2017.
تم إصدار الموسم الأول على نتفليكس في 7 ديسمبر 2018.

## المحتوى
ضابطين من الشرطة إيرول بيركان وكورت جريمر يحققان في مقتل نجم كرة القدم الألماني التركي الخيالي أوركان إيرديم. يرسل القانون برلين إلى حالة من الهياج، وقائمة المشتبه بهم المحتملين طويلة: النازيون الجدد من منطقة مارزان في برلين، عشيرة العائلة اللبنانية من نفس الحي مثل لاعب كرة القدم، والقوميين الأتراك غاضبون من النجم يلعب مع ألمانيا بدلاً من تركيا وعشاق كرة القدم ومافيا برلين. سلسلة الأدلة قد تؤدي إلى أعلى مكاتب العاصمة. من أجل كشف الحقيقة، يتعين على ضابطي الشرطة المغامرة في أعماق العالم السفلي في برلين.

## روابط خارجية
- حواري برلين على موقع IMDb (الإنجليزية)
- حواري برلين على موقع روتن توميتوز (الإنجليزية)
- حواري برلين على موقع نتفليكس (الإنجليزية)
- حواري برلين على موقع كينوبويسك (الروسية)
- حواري برلين على موقع ألو سيني (الفرنسية)
- حواري برلين على موقع قاعدة بيانات الفيلم (الإنجليزية)